# Ольгино (Орловская область)
Ольгино — деревня в Свердловском районе Орловской области. Входит в состав Кошелёвского сельского поселения. Население — 9 чел. (2010).

## География
Деревня расположена на берегу реки Озерна.
Уличная сеть представлена одним объектом: Раздольная улица.
Географическое положение: в 17 километрах от районного центра — посёлка городского типа Змиёвка, в 47 километрах от областного центра — города Орёл и в 368 километрах от столицы — Москвы.

## Население
| 2010 |
| ---- |
| 9    |